# Такие дела
«Такие дела» — российское интернет-издание и краудфандинговая платформа, созданная фондом «Нужна помощь» в 2015 году.

## Описание
Издание запустил в мае 2015 года Митя Алешковский, на тот момент — руководитель фонда «Нужна помощь».
Издание «Такие дела» освещает социальные проблемы: в частности, пишет о проблемах людей с редкими заболеваниями и инвалидностью, о состоянии российской медицины, а также о благотворительности и социальной обстановке в России. Также издание взаимодействует с некоммерческими организациями, собирая истории о благотворительных проектах.
Одновременно «Такие дела» занимается сбором средств (краудфандингом) для фонда «Нужна помощь»: рядом с текстами на социальные темы висит баннер, по нажатию на который открывается форма для перечисления денег на благотворительность. По словам Алешковского, если в 2014 году фонд «Нужна помощь» собрал 30 миллионов рублей, то благодаря запуску проекта «Такие дела» в 2015 году размер сборов увеличился в два раза.
В феврале 2023 года «Такие дела» отделились от фонда «Нужна помощь», став независимым проектом, но продолжив помогать фонду в сборе средств. В марте 2024 года фонд был внесён Минюстом России в список «иностранных агентов», а в августе 2024 года прекратил работу. Также в августе 2024 года платёжный сервис CloudPayments, принадлежащий Т-Банку, отключил приём пожертвований в пользу «Таких дел», не указав причины такого решения.

## Главные редакторы
- Андрей Лошак (май 2015 — апрель 2016[8]), бывший журналист НТВ[9]
- Павел Пряников (апрель 2016[8] — июль 2016[2]), бывший главный редактор «Русской планеты»[2]
- Валерий Панюшкин (апрель 2016[2] — март 2018[1]), бывший журналист «Коммерсанта», «The New Times», «Ведомостей», «Сноба».
- Анастасия Лотарева (март 2018[1] — январь 2021[10]), работала в РБК, newsru.com и «Православии и мире»[1]
- Владимир Шведов (январь 2021[10] — декабрь 2021[11]), с июня 2015 года в «Таких делах», с апреля 2018 года — заместитель главного редактора[11]
- Евгения Волункова (июнь 2022[12] — н. в.), бывший шеф-редактор самарского портала «Другой город»[12]

## Показатели деятельности
По открытым данным Фонда по состоянию на апрель 2022 года за 6 лет «Такие дела» опубликовали 1 495 статей и собрали для фондов 524 миллиона рублей.

## Признание
По состоянию на начало 2022 года журналисты издания «Такие дела» девять раз стали лауреатами премии «Редколлегия»:
- в ноябре 2016 года Антон Кравцов за статью «Не в себе»;
- в феврале 2017 года Вадим Брайдов за статью «Наколоться и забыться»;
- в июле 2017 года Екатерина Бороздина за статью «Такая Россия: врачу наплевать на ваши эмоции»;
- в январе 2018 года Ольга Мутовина за статью «Октябрина молится»;
- в апреле 2018 года Андрей Павленко за статью «Жизнь человека»;
- в августе 2018 года Виктория Микиша за статью «Татьяна 911»;
- в октябре 2018 года Евгений Стецко за статью «Одинокая драка»;
- в октябре 2018 года Евгения Волункова и Анна Иванцова за статью «Бердмены»;
- в апреле 2021 года Денис Сивков и Макар Терешин за статью «Наш космос».

«Такие дела» включили в шорт-лист премии «Сделано в России — 2015».
В конце 2017 года «Такие дела» получили премию Правительства России в области средств массовой информации «за создание нового формата ресурса по поддержке благотворительности в России».
В конце 2017 года «Такие дела» включили в список лучших независимых СМИ по версии премии имени Сахарова «За журналистику как поступок».